# Dietopsa
Genre
Synonymes
- Dietopsis Simon, 1895 nec Solier, 1835

Dietopsa est un genre d'araignées aranéomorphes de la famille des Thomisidae.

## Distribution
Les espèces de ce genre sont endémiques d'Inde.

## Liste des espèces
Selon World Spider Catalog (version 18.0, 05/02/2017) :
- Dietopsa castaneifrons (Simon, 1895)
- Dietopsa parnassia (Simon, 1895)

## Publications originales
- Strand, 1932 : Miscellanea nomenklatorica zoologica et palaeontologica, III. Folia Zoologica et Hydrobiologica, vol. 4, p. 133-147.
- Simon, 1895 : Histoire naturelle des araignées. Paris, vol. 1, p. 761-1084 (texte intégral).